# Strangolagalli
Strangolagalli es una localidad y comune italiana de la provincia de Frosinone, región de Lacio, con 2.601 habitantes.

## Evolución demográfica
| Gráfica de evolución demográfica de Strangolagalli entre 1861 y 2001 |
|                                                                      |
| Fuente ISTAT - elaboración gráfica de Wikipedia                      |